# ثقافة المسيطر
ثقافة المسيطر هو مصطلح صاغته الكاتبة والمتنبئة بالمستقبل ريان إيسلر. وقد ظهر هذا المصطلح لأول مرة في كتابها الكأس المقدسة وحد السكين (The Chalice and the Blade) (هاربر كولينز سان فرانسيسكو، 1987). ويوجز هذا الكتاب بالتفصيل نظريتها للثقافات الهرمية المسيطرة مقابل ثقافات المساواة «الشراكة».
وقد اقترض تيرينس ماكينا، وهو صديق لإيسلر، أفكار إيسلر ونسبها لنفسه بقصد في مذكراته وقائمة المصادر في كتبه. فاستخدم فكرة ثقافة المسيطر جزئيًا لإلقاء الضوء على ما حدث للثقافات الأصلية يالأمريكتين، وجزئيًا لوصف الشخصية المتناقضة التي يراها مثل الثقافة الأبوية الغربية - مشيرًا إلى أن ادعاءاته الدائمة، على سبيل المثال، تفتقر إلى الضمير الاجتماعي والاهتمام بالبيئة. وعلاوة على ذلك، يقول إن «الهيكل الكامل لثقافة المسيطر... تقوم على 'بعدنا عن الطبيعة وعن أنفسنا وعن بعضنا البعض'». ونتيجة لذلك، ادعى ماكينا أن «أفكارنا قد نفدت - أفكارنا التي ورثناها من المسيحية والعلوم غير الشقيقة، أو العلم الوليد الزائف.» [هل المصدر موثوق به؟]
ومنذ ذلك الحين، تم استخدام المصطلح وانتشر بواسطة كتاب، مثل
- كارول إل آدامز في السياسة الجنسية للحوم: نظرية نقدية نسائية-نباتية (The Sexual Politics of Meat: A Feminist-Vegetarian Critical Theory)
- فريتيوف كابرا في نقطة التحول (The Turning Point)
- توم هارتمان في آخر ساعة لضوء الشمس العتيق (The Last Hours of Ancient Sunlight)
- ليونارد شلاين في الأبجدية مقابل الإلهة (The Alphabet vs. The Goddess)
- ستارهوك في الحلم المظلم (Dreaming the Dark)
- بيل هوكس في مجتمع التدريس: تعليم الأمل (Teaching Community: A Pedagogy of Hope)

## وصلات خارجية
- Center for Partnership Studies نسخة محفوظة 4 فبراير 2012 على موقع واي باك مشين.
- Alien Dreamtime نسخة محفوظة 6 أبريل 2013 على موقع واي باك مشين. Talk by Terence McKenna that describes dominator culture in the context of his main ideas.